# John Richardson (naturalista)
John Richardson (Dumfries, Escocia, 5 de noviembre de 1787-Grasmere, Westmorland, 5 de junio de 1865) fue un naturalista, explorador, militar y médico cirujano escocés.

## Biografía

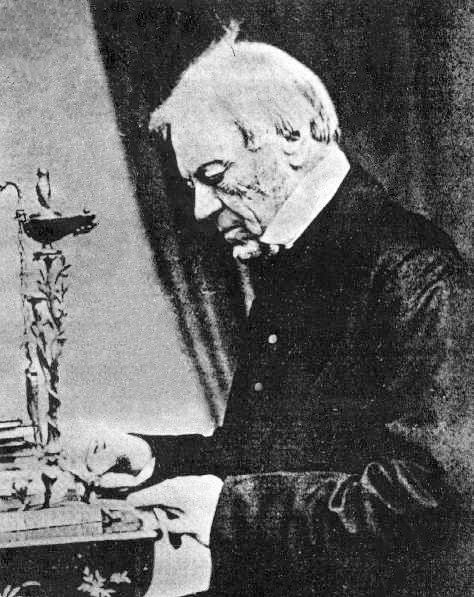
Foto del autor, en su estudio de Lancrigg

John Richardson realizó sus estudios de medicina en la Universidad de Edimburgo y obtuvo su diploma en el renombrado Royal College de Cirujanos de Londres en 1807. Richardson, durante 48 años, fue médico de la Royal Navy. Navegó mucho entre 1807 y 1814 (España, Quebec, Madeira y mar Báltico).

### Exploraciones en el Ártico canadiense
De 1819 a 1822 participó en la Expedición Coppermine, la primera expedición de John Franklin (1786-1847) por tierra en las costas árticas canadienses, junto con George Back, encargándose de las secciones de geología, botánica e ictiología. También participó de la segunda expedición de Franklin (Expedición Río Mackenzie (1824-1827), en la que reconocieron más de 1500 km de costas. Al precio de terribles penurias, recogieron una colección muy rica.
Fue nombrado caballero en 1846.
En 1848-1849 dirigió una expedición de rescate para buscar a la expedición perdida de Franklin. Fue secundado por John Rae (1813-1893), pero fue una expedición sin éxito y ni siquiera hallan el navío de Franklin.
Fue laureado con la Royal Medal en 1856.
Fue autor de numerosos trabajos de historia natural y especialmente en ictiología. Richardson publicó con William Swainson (1789-1855) una Fauna boreali americana.
Estudió las aves llevadas de regreso por William Edward Parry (1790-1855) en su viaje de 1821-1823 hacia el Gran Norte.
Uno de sus bisnietos, Nevill Francis Mott, fue un renombrado físico británico que recibió el Premio Nobel de Física en 1977 por sus investigaciones teóricas sobre el comportamiento electrónico de sistemas magnéticos.

## Algunas obras
- Fauna Boreali-Americana or The Zoology of the northern parts of British America. Murray, Londres 1829–31
- Icones Piscium, 1843
- An Arctic Searching Expedition, 1851
- Catalogue of Apodal Fish in the British Museum, 1856
- Yarrell's history of British Fishes, 2.ª ed. 1860
- The Polar Regions, 1861
- The Zoology of the voyage of H. M. S. Erebus & Terror, under the command of Captain Sir James Clark Ross during the years 1839 to 1843. Janson, Londres 1844–75
- The museum of natural history. New York 1862
- La abreviatura «Richardson» se emplea para indicar a John Richardson como autoridad en la descripción y clasificación científica de los vegetales.[1]